# همقسم
هم‌قسم فیلمی به کارگردانی مهدی رئیس فیروز و نویسندگی مازیار بازیاران محصول سال ۱۳۵۴ است.

## خلاصه داستان فیلم
رضا (محمدرضا فاضلی) و منیر (مرجان) با هم آشنا و هم‌قسم می‌شوند که به عشق یکدیگر وفادار بمانند. در حالی که آن دو مقدمات ازدواج خود را فراهم می‌بینند اکبر (یدالله شیراندامی)، دوست صمیمی رضا، از سفر خارج بازمی‌گردد و بدون اطلاع از علاقهٔ رضا و منیر با منیر آشنا می‌شود و به او دل می‌بازد. اکبر از رضا می‌خواهد که منیر را برای او خواستگاری کند. رضا از منیر می‌خواهد که به ازدواج با دوستش اکبر تن بدهد، و از او چشم بپوشد. منیر، به دلیل علاقه‌اش به رضا، درخواست او را می‌پذیرد، و با اکبر پای سفرهٔ عقد می‌نشیند. جلیل (امیر تاجیک)، که کینه‌ای قدیمی از رضا به دل دارد، اکبر را نسبت به رابطهٔ منیر و رضا بدگمان می‌کند. اکبر به تصور این که رضا با منیر رابطهٔ نامشروع دارد آن دو را طرد می‌کند؛ اما رضا و منیر به او می‌فهمانند که تصورش اشتباه بوده است. اکبر برای آنکه مانع سعادت آن دو نشود خود را با چاقو می‌کشد.

## بازیگران
- رضا فاضلی
- مرجان
- یدالله شیراندامی
- جمشید مهرداد
- عزت اله رمضانی فر
- فخری پازوکی
- محسن مهدوی
- امیر تاجیک
- آذرگون
- ایران شمس
- پریسا
- شیوا
- اکبر اصفهانی
- حسن نباتی
- ستار اورا
- علی قدیم‌لو